# 田中祐輔
田中 祐輔（たなか ゆうすけ、1983年6月21日 - ）は、日本の応用言語学者。学位は博士（日本語教育学）。筑波大学人文社会系教授。
多文化共生・国際文化交流・探究型言語教育をテーマに、言語政策と社会制度、国語教育、日本語教育、教材分析と開発、言語教育史、日本文化の海外発信などを研究。日本学術振興会特別研究員、中国復旦大学講師、早稲田大学国際学術院助手、東洋大学国際教育センター講師、同准教授、青山学院大学文学部准教授を経て、2024年４月より筑波大学人文社会学系教授（人文・文化学群日本語・日本文化学類／人文社会科学研究科文芸・言語専攻）。ストラスブール大学客員研究員、北京外国語大学日本学研究センター日本研究専門家、台湾大学訪問学者、国立国語研究所共同研究プロジェクト研究員などの他、官公庁や自治体による言語政策事業や国際文化交流事業に関する委員なども担う。

## 経歴・人物
神奈川県出身。長洲一二元神奈川県知事による民際外交の一環として進められた神奈川県教育委員会中国日本語教師派遣事業の派遣教師として父親が大連外国語大学に着任し、幼少期を中国大連市にて過ごした。筑波大学日本語・日本文化学類卒業。早稲田大学大学院日本語教育研究科修了（博士：日本語教育学）。
ことばと人、ことばと社会、ことばと文化の視点から、児童生徒の言語発達や探究学習、デジタルアーカイブやコーパスの構築、アカデミックジャパニーズやビジネスジャパニーズの教育、在住外国人への言語支援や政策提言など、幅広い属性の人々の持つ言語問題と支援を検討している。教育機関や地域機関、海外の機関などへのフィールドワークや、データに基づく統計的手法を用いた分析、コーパスなどの言語資源を用いた分析、デジタルアーカイブを用いた分析など、分野横断型の複数手法を用いた多角的アプローチが特徴。
東京音楽大学第12代学長を務めたピアニストの野島稔、洋画家の小城恵一は親族にあたる。

## 主な著書・論文
- 『翻訳新論 日中の文字とことばの〈近さと遠さ〉を考える』（2025，文学通信，共編著）ISBN 978-4867660768
- 『日本語で考えたくなる科学の問い〔文化と社会篇〕』（2022，凡人社，編著）ISBN 978-4893589958
- 『日本語で考えたくなる科学の問い〔心と身体篇〕』（2022，凡人社，編著）ISBN 978-4893589972
- 『《書き込み式》表現するための語彙文法練習ノート ―語/コロケーション/慣用句/表現文型』（2022，凡人社，編著）ISBN 978-4893589965
- 『データ科学×日本語教育』（2021，ひつじ書房，共著）ISBN 978-4893589965
- 『文字・語彙・文法を学ぶための実践練習ノート』（2021，凡人社，共著）ISBN 978-4893589965
- 『実践ビジネス日本語問題集［語彙・文法・読解］』（2023，国際教育フォーラム，共著）ISBN 978-4991258954
- 『実践ビジネス日本語問題集［語彙・文法・読解］』（2021，国際教育フォーラム，共著）ISBN 978-4991258947
- 『日本がわかる、日本語がわかる』（2019，凡人社，編著）ISBN 978-4893589552
- 『日本語教育への応用』（2018, 朝倉書店, 共著）ISBN 978-4254516555
- 『現代中国の日本語教育史』（2015, 国書刊行会，単著）ISBN 978-4336059420
- 『日语阅读训练 通过流行语看日本』（2012，外语教学与研究出版社，共著）ISBN 978-7513516655
- 『메이겐 독해 일본어 1』（2008，다락원，共著）ISBN 978-8959954049
- 『메이겐 독해 일본어 2』（2008，다락원，共著）ISBN 978-8959954070
- 「The Vocabulary of Japanese Language Textbooks for Returning and Foreign Children: Achieving “Symbiotic” Elementary School Japanese Language Education in a Globalized Society」（『Journal of Second and Foreign Languages』2，2025，単著）
- 「共創のための日本語教育―日本社会の変容と制度的変遷からみる日本語教員養成の課題と展望―」（『文藝言語研究』87，2025，単著）
- 「共創のための日本語―担い手の多様化がもたらす双方向性と融合性―」（『文学・語学』240，2024，単著）
- 「『日本語教育』掲載論文の引用ネットワーク分析―日本語教育研究コミュニティの輪郭描写」（『日本語教育』178，2021，共著）
- 「戦後の日本語教科書における掲載語彙選択の傾向とその要因に関する基礎的定量分析」（『日本語教育』170，2018，共著）

## 受賞歴
- 第32回大平正芳記念賞特別賞
- 2017年度早稲田大学ティーティングアワード総長賞
- 2018年度日本語教育学会奨励賞
- 2019年博報堂教育財団研究助成優秀賞
- 2020年キッズデザイン協議会会長賞
- 内閣官房東京オリパラ大会推進本部事務局beyond2020認証
- 2020年度東京大学オンライン授業等におけるグッドプラクティス総長表彰
- 2021年博報堂教育財団研究助成優秀賞
- 2021年PARENTING AWARDノミネート
- 2022年度岩佐賞
- 2023年度早稲田大学ティーチングアワード総長賞
- 2023年度グッドデザイン賞
- 2024年博報堂教育財団研究助成優秀賞